# Antica farmacia di Camaldoli
L'Antica farmacia di Camaldoli è una spezieria di origine medievale.

## Storia e descrizione
Con le costituzioni di Rodolfo I, priore dal 1074 al 1088, si ha la prima documentazione della fondazione dell'Ospizio, voluto dal Fondatore dell'Eremo Romualdo; tale Ospizio un secolo dopo sarebbe stato trasformato in Ospedale e al suo interno a partire dal XII sec. si sarebbe svolta attività infermieristica e di cura ai malati. Tale attività, non più relegata all'accoglienza dei pellegrini, necessitò la costituzione di un laboratorio di produzione di medicamenti.
Le più antiche descrizioni di Camaldoli risalenti al sec. XV e XVI parlano di un luogo raggiungibile solo attraverso una via impervia che conduce sulla dorsale appenninica a cavallo tra Toscana e Romagna. In un luogo così apparentemente isolato sin dal Basso Medioevo opera una Spezieria che tra XVII e XVIII sec. importava erbe medicinali anche dalle Americhe. 
L’Antica Farmacia era nota sino al XVIII sec. come Spezieria di Camaldoli, secondo la nota di possesso posta sul frontespizio dei volumi che compongono la ricca raccolta libraria della biblioteca medica: i volumi conservati nei locali storici della Spezieria, oltre quattrocento dal sec. XVI al sec. XIX, spaziano dagli erbari ai libri di anatomia e chirurgia, senza trascurare lo studio della chimica testimoniato dalla presenza della prima edizione in lingua italiana dell'opera di Lavoisier del 1798.
La sala monumentale è ornata da armadi intagliati del Seicento nei quali sono riposti vetri per la conservazione degli sciroppi che venivano acquistati a Venezia, ceramiche del corredo da pompa provenienti da Montelupo Fiorentino, Deruta e Faenza. Nella sala è anche visibile una tavola con una Sacra Famiglia opera di Ridolfo del Ghirlandaio forse con l'intervento della bottega, databile probabilmente al 1521, unico resto dei lavori realizzati da Ridolfo per il Monastero.

## L'attività della Spezieria
Lo sviluppo di un'arte speziale a Camaldoli è provata fin dal 1331 come distinta dall'infermeria; in tale data il Priore Bonaventura affidò ai monaci Baldinuccio e Guido la ricostruzione dell'Ospedale e della Spezieria annessa dopo che nel 1276 un incendio le aveva devastate. È dunque lecito ipotizzare che nell'Officina della Spezieria venissero lavorate quelle sostanze preposte alla cura dei malati fin dalla seconda metà del XIII sec. Con la Regola della vita eremitica di Paolo Giustinian, che nel 1520 raccomanda la cura dei medicamenti e dei locali dell'infermeria, si ha prova di un'attività speziale in epoca moderna. La soppressione degli ordini religiosi regolari del XVIII sec. trasformò la spezieria nell'attuale Antica Farmacia dopo la graduale chiusura dell'Ospedale da parte dell'amministrazione napoleonica e poi del nascente Regno d'Italia a partire dal 1866 fino al 1934. Il Laboratorio storico presente nella Spezieria fu spostato alla Villa la Mausolea, antica fattoria camaldolese posta nella piana di Soci, nella quale si producono vini, cosmetici per la cura del corpo, saponi e profumi.
Tra i prodotti storici della Spezieria si ricordano la Teriaca di ricetta veneziana, antidoto contro ogni veleno, il balsamo vulnerario, un cerotto per rimarginare le ferite e altre tipologie di balsami. A partire dal 1460 i monaci diedero avvio alla produzione di liquori a scopo curativo nei locali sottostanti al Monastero una volta adibiti a cantine: dapprima l'Alchermes e la Lacrima di Abeto, una produzione che incrementò con l'aggiunta dell'Amaro Rabarbaro, dell'Elisir dell'Eremita, del Laurus, e dell'Amaro Tonico a partire dalla fine del 1880.

## Personaggi legati alla medicina

### Paolo Suriani[2]
Nel 2 luglio 1505 Girolamo Suriani assunse il nome di Paolo vestendo l'abito camaldolese nel monastero veneziano di San Mattia di Murano. Figlio dello «spectabilis et eximius artium» Gioacomo Suriani di Rimini e fratello del medico Giovanni Suriano, si trasferì con la famiglia a Venezia per volere del padre intorno al 1498. Egli stesso medico illustre, svolse un'intensa attività di emendatio e castigatio di testi d'argomento medico ancor prima di entrare in monastero. Tra le sue opere ricordiamo quelle date alla stampa poco prima del suo ingresso in monastero:
- Expositio in Aphorismos Hippocratis, per i tipi di Boneto Locatelli, Venezia 1495
- Opera Galeni, per i tipi di Bernardino Benali, Venezia 1502
- Il Liber Teisir, sive rectificatio medicationis et regiminis, stampato a Lione nel 1531.

## Galleria d'immagini

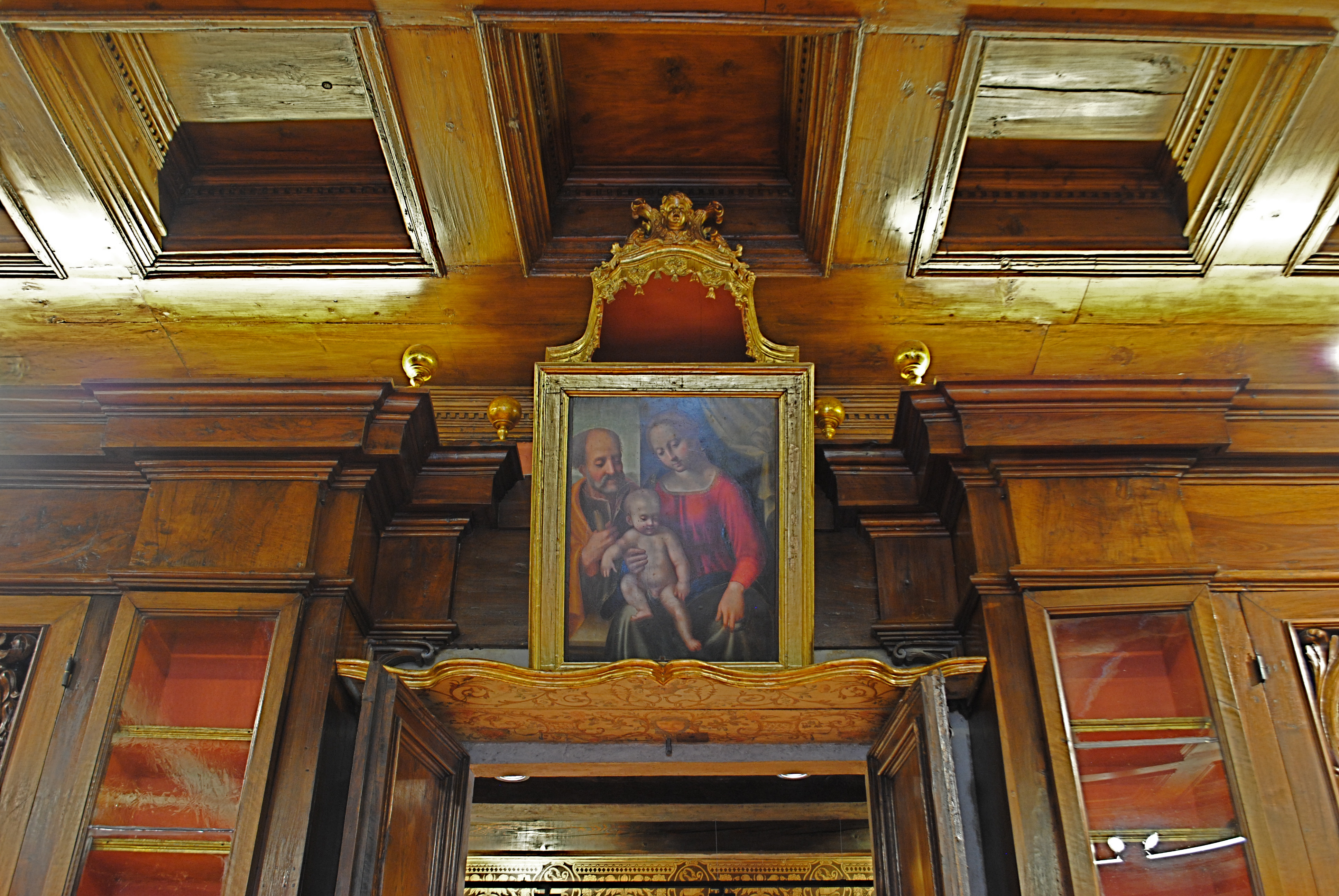
Frontespizio della Farmacia di Camaldoli
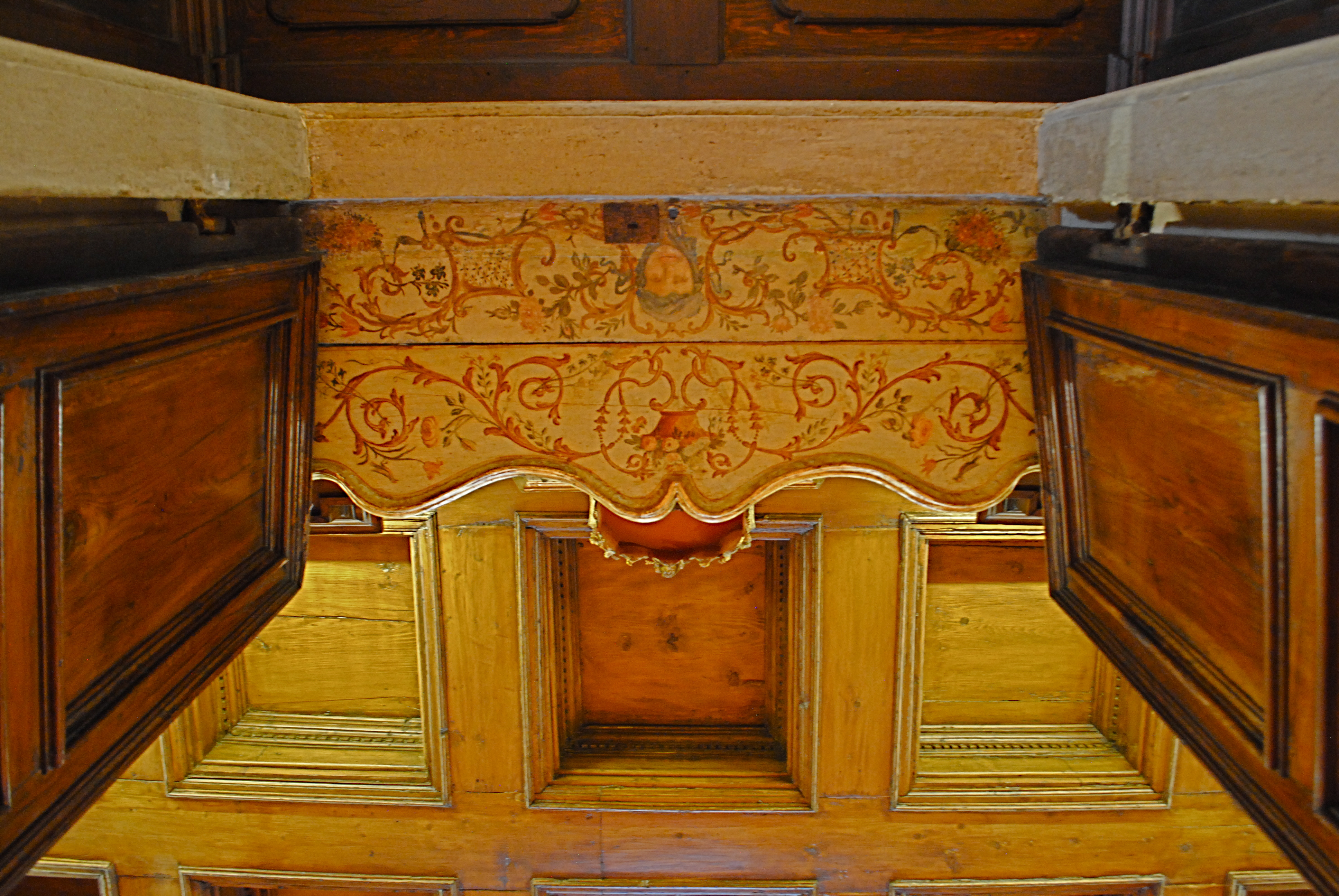
Dettaglio del frontespizio della Farmacia di Camaldoli
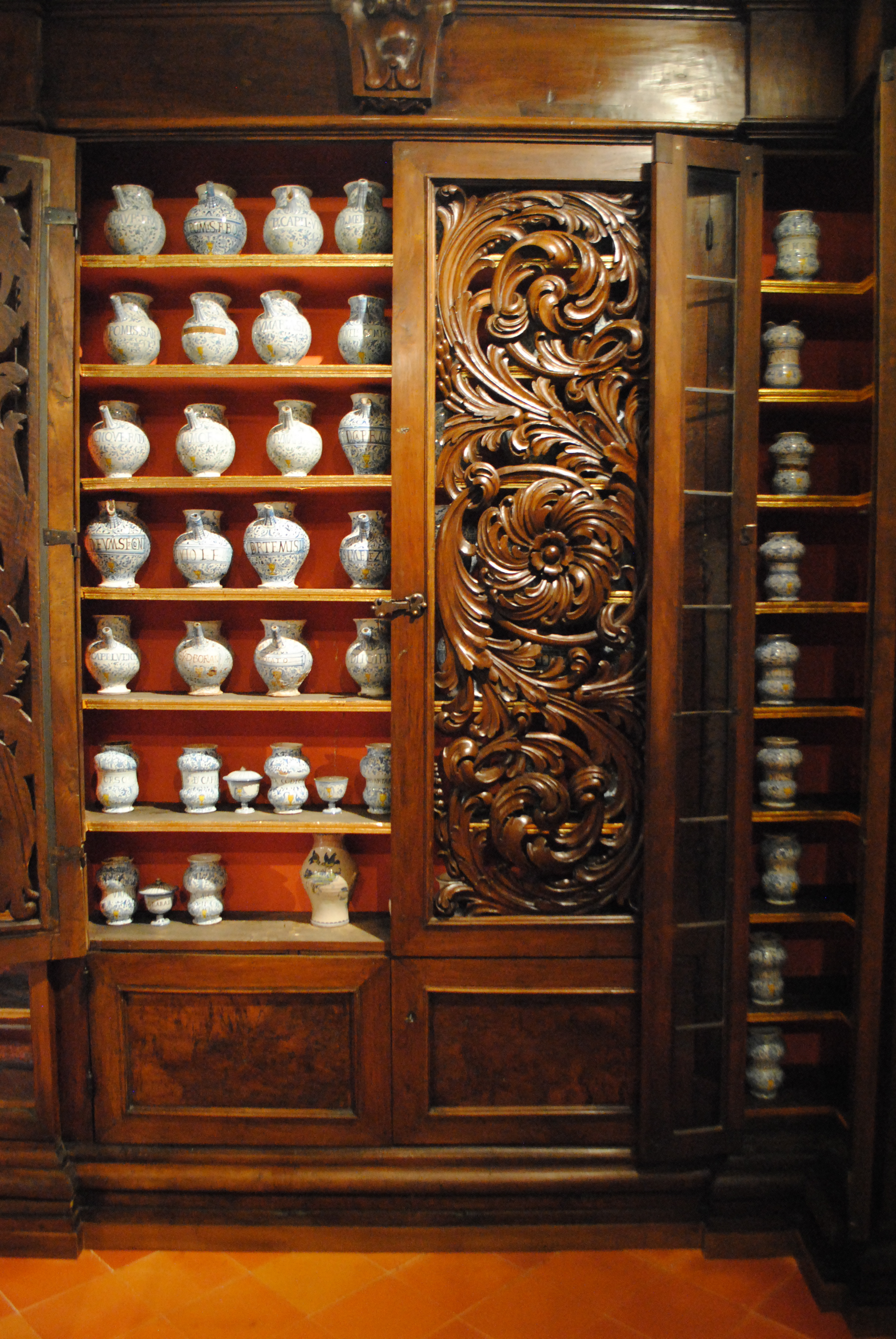
Armadio porta-spezie
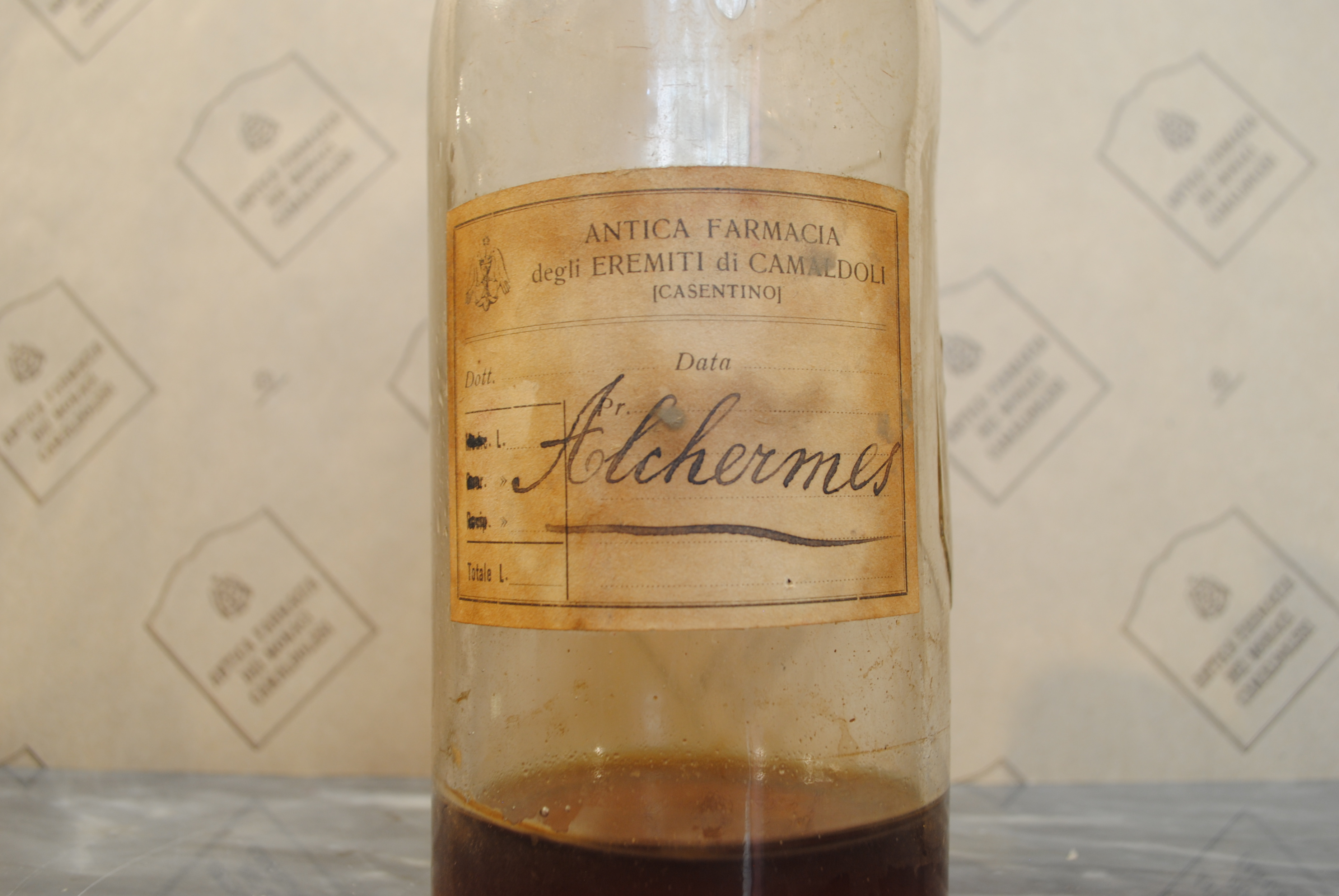
Antica bottiglia di Alchermes
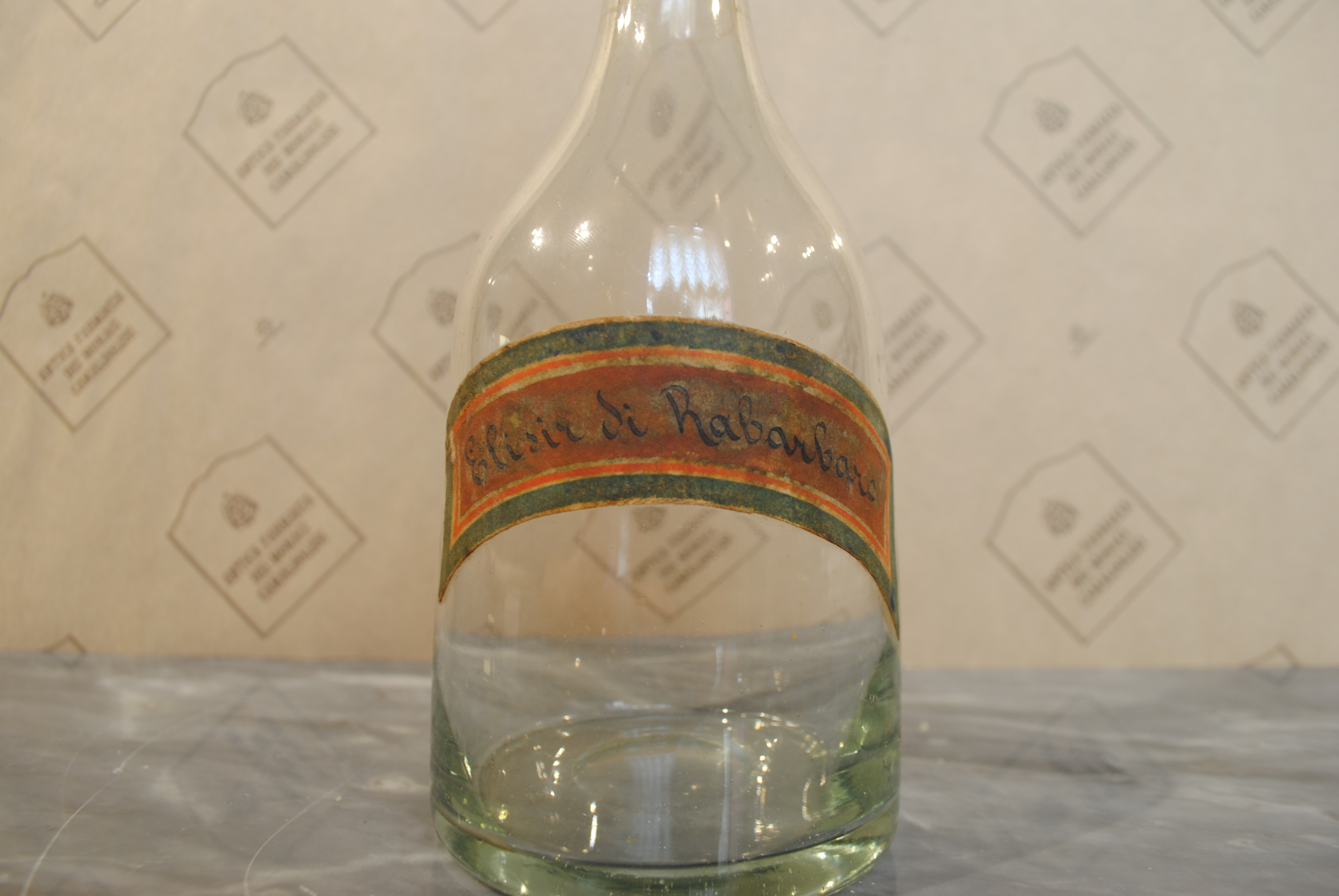
Antica bottiglia di elisir di Rabarbaro